# Luca Gasparini (cyclisme)
Pour les articles homonymes, voir Gasparini.
Luca Gasparini (né le 15 février 1983 à Bussolengo en Vénétie,) est un coureur cycliste italien, actif dans les années 2000.

## Biographie
Bon grimpeur, Luca Gasparini a notamment remporté le Trophée de la ville de Brescia en 2007. Il s'est également imposé sur de nombreuses courses amateurs en Italie. Malgré ses performances, il n'est jamais passé professionnel. 

## Palmarès

### Par année
- 2005
  - 3e du Trofeo Alcide Degasperi
- 2006
  - 3e du Gran Premio Ezio del Rosso
- 2007
  - Mémorial Secondo Marziali
  - Cronoscalata alla Roncola
  - Trophée Bettoni
  - Trophée de la ville de Brescia
  - Bassano-Monte Grappa[3]
  - 2e de la Cronoscalata Gardone Val Trompia-Prati di Caregno
  - 2e du Trophée MP Filtri
  - 3e de la Coppa Giuseppe Romita
  - 3e de la Freccia dei Vini
- 2008
  - Mémorial Secondo Marziali
  - Mémorial Matricardi Ippolito
  - Trofeo Broglia Marzé Quintino
  - Bassano-Monte Grappa
  - 2e du Giro della Valsesia
  - 2e de la Cronoscalata Gardone Val Trompia-Prati di Caregno
  - 2e de la Freccia dei Vini
  - 3e du Tour du Frioul-Vénétie julienne
  - 3e du Trophée de la ville de Castelfidardo

### Classements mondiaux
| Année           | 2005 | 2006 | 2007 | 2008 |
| --------------- | ---- | ---- | ---- | ---- |
| UCI Europe Tour | 692e | 778e | 208e | 269e |